# ウィンフィールド・スコット
ウィンフィールド・スコット（Winfield Scott, 1786年6月13日 - 1866年5月29日）は、アメリカ陸軍の将軍、外交官であり、アメリカ合衆国大統領選挙の候補者にもなった。「年取った空騒ぎ」 (Old Fuss and Feathers) 、「陸軍の偉大な老人」 (Grand Old Man of the Army) というニックネームでも知られ、アメリカの歴史の中で最も長く現役を務めた将軍であり、また多くの歴史家は当時の最も有能な指揮官と評価している。その50年に及ぶ軍歴の中で、米英戦争、米墨戦争、ブラック・ホーク戦争、セミノール戦争および短期間ではあるが南北戦争で指揮を執った。南北戦争では、南軍を破ることになるアナコンダ計画として知られる北軍の戦略を立案した。
米墨戦争後の国民的英雄としてスコットはメキシコシティの知事を務めた。この声望により、1852年、ホイッグ党は現職のアメリカ合衆国大統領ミラード・フィルモアに代えてスコットを大統領候補に指名した。しかし本選挙では民主党のフランクリン・ピアースに敗れた。スコットは人気のある国民的象徴であり続け、1856年に名誉中将となった。この階級を得たのはジョージ・ワシントン以来となった。

## 生い立ち
スコットはバージニア州ピータースバーグに近いディンウィッディー郡にあった家族の農園で生まれた。ウィリアム・アンド・メアリー大学で教育を受け、弁護士となり、バージニア民兵隊では騎兵伍長、1808年には砲兵隊大尉に任命された。スコットの初期の陸軍時代は荒々しいものであった。スコットの大佐への任官は、上官の将軍を批判した不服従の廉で軍法会議に掛けられ、一年間棚上げにされた。

## 米英戦争
米英戦争のとき、スコットは1812年のクィーンストン・ハイツの戦いで捕虜になったが、捕虜交換で釈放された。スコットはワシントンに戻り、イギリス軍がクィーンストン・ハイツで捕まったアイルランド系の13名の戦争捕虜を処刑したことに対し、イギリス兵の戦争捕虜に対して懲罰的処置を取るよう上院に圧力をかけた。イギリス軍は処刑した捕虜をイギリス軍の支配下にあるものとみなして、反逆者として処刑していた。上院はスコットの訴えによって議案を提出したが、大統領のジェームズ・マディソンは戦争捕虜の略式処刑は文明国では価値が無いと考え、議案の実行を拒否した。1814年3月、スコットは名誉准将となった。7月にはナイアガラ方面作戦でアメリカ軍第1旅団を率い、チッパワの戦いで決定的な勝利を挙げた。激戦であったランディーズ・レーンの戦いでは負傷したが、アメリカ軍の指揮官ジャコブ・ブラウン少将やイギリス軍の指揮官ゴードン・ドラモンド中将もこの時負傷した。この時受けたスコットの傷は重く、米英戦争の残りの期間は従軍できなかった。
スコットは、ほとんどが志願兵であったアメリカ陸軍兵士の外観や規律にうるさかったので、「年取った空騒ぎ」というニックネームを貰った。スコットは作戦行動に出る時、その中核は出来る限り正規兵を使うことを好んだ。

## 無効化と涙の道
アンドリュー・ジャクソン大統領の任期中、スコットは無効化の危機でサウスカロライナ州に対してアメリカ軍を使うことを主導した。
1838年、ジャクソンの命令に従って、スコットは「チェロキー族の軍隊」の指揮を執り、カス砦とバトラー砦を本部にして、ジョージア州、ノースカロライナ州、テネシー州およびアラバマ州のチェロキー族インディアンの最初の移住を実行させた。後にこの移住は涙の道と呼ばれることになった。
スコットは、1839年3月に起こったメイン州とイギリス領カナダのニューブランズウィック州との国境紛争で、緊張を和らげることに貢献した。この紛争はアルーストック戦争と呼ばれたが宣戦布告も流血も無かった。
この成功によってスコットは少将（アメリカ軍では最高位）に指名され、1841年にはアメリカ陸軍総司令官となり、1861年まで務めた
この任期の間にブラック・ホーク戦争、セミノール戦争および短期間ではあるが南北戦争で指揮を執った。

## 戦術家
米英戦争の後でスコットは幾つかのナポレオン戦術書を英語に翻訳した。1830年、陸軍局の指示で、『アメリカ合衆国民兵のための軽装歩兵とライフル狙撃兵の訓練と演習を含む歩兵戦術の概要 』を出版した。
1840年、スコットは『アメリカ合衆国歩兵の訓練と演習に関する歩兵戦術あるいは規則 』を著した。この3巻からなる著作は、1855年にウィリアム・J・ハーディが「戦術」を出版するまでアメリカ陸軍の標準教本となった。
スコットはアメリカ陸軍士官学校の士官候補生を職業軍人として育てることに大きな興味を持っていた。

## 米墨戦争
米墨戦争の時、スコットは2つのアメリカ軍のうち南部軍を指揮した（北部軍はザカリー・テイラーが指揮した）。このときの作戦で、以後のあらゆる戦争でも使われることになるアメリカ軍の原則、すなわち海軍力を使って敵の側面を衝くことを示した。スコットは、ロバート・E・リー工兵大佐の支援を受けてベラクルスに上陸し、おそらくウィリアム・H・プレスコットの「メキシコ征服の歴史」にヒントを得て、エルナン・コルテスが1519年に辿った経路を進みメキシコシティを攻撃した。この時の好敵手はメキシコの大統領で将軍のアントニオ・ロペス・デ・サンタ・アナであった。高温、雨、難しい地形といった困難さのなかで、セルロ・ゴード、コントレラス、チュルブスコおよびモリノ・デル・レイの戦いで勝利し、1847年9月13日のチャプルテペク砦を落した後にメキシコシティを降伏させた。チュルブスコの戦いでメキシコ軍聖パトリック大隊の多くの兵士を捕虜にしたスコットは、チャプルテペクの戦いの時に捕虜を一斉に絞首刑に処した。処刑の瞬間はメキシコの砦にアメリカの国旗が掲揚された直後と指定された。このことは多くの戦争法を破った戦争犯罪であり、スコットの経歴の汚点になっている。
スコットはメキシコシティの軍隊指揮官としてメキシコ市民やアメリカ当局から高い評価を受けた。しかし、その虚栄心や肥満が風刺の対象とされ、その後の政治家としての経歴にも付きまとうことになった。スコットは、テイラー将軍と指揮を分かち合っていることについて、陸軍長官のウィリアム・マーシーに手紙で苦情を洩らし、「午後の6時に座って1皿のスープを掻きこんだ」ところから書き上げていた。政敵で当時の大統領ジェームズ・ポークはスコットの評判を落そうとして、直ぐにこの手紙を出版したので、スコットの人生の残りにはこの一文が風刺漫画に描かれたり、民衆の歌になったりした。
もう一つスコットの虚栄心の例がある。スコットは1846年にポール・モーフィーというニューオーリンズの少年にチェスで負けたが、8歳のチェスの天才に負けたことを奥ゆかしく取り扱おうとはしなかった。

## 政治

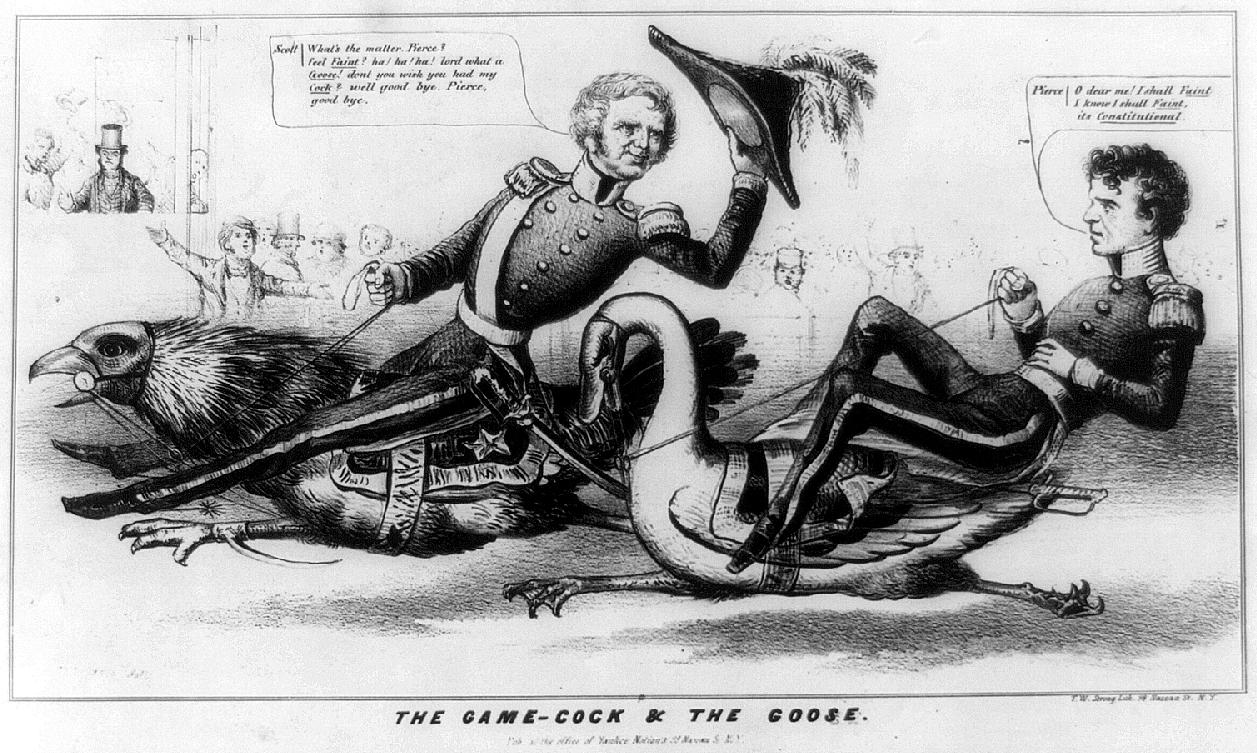
ウインフィールド・スコットを応援するホィッグ党の風刺画

1852年の大統領選挙において、ホィッグ党は現職で、米墨戦争の英雄ザカリー・テイラーの死によって大統領に昇格していたミラード・フィルモアを候補に指名しなかった。前回に続いて選挙に勝つためにホィッグ党はフィルモアに代えてスコットを指名し、民主党のフランクリン・ピアースと対決させた。スコットが奴隷制反対論者であったことで南部の支持を減らし、ホィッグ党は奴隷制を支持していたので北部の支持者を減らした。敵のピアースは米墨戦争の古参兵でもあった。この結果、スコットは選挙人を4つの州でしか獲得できず、ピアースが大勝して大統領に選ばれた。
選挙では躓いたものの、スコットは依然広く人気のある国民的英雄であった。1855年、議会の特別立法でスコットは名誉中将の位を与えられ、アメリカの歴史でジョージ・ワシントンに次いで2人目の中将となった。
1859年、スコットは太平洋岸北西部に行き、サンフアン島の領有問題でイギリスとの紛争解決にあたった。この紛争は軍隊が動員されピッグ戦争と呼ばれた。老獪な将軍はイギリスとの関係を改善し、平和的な解決に導くことができた。

## 南北戦争

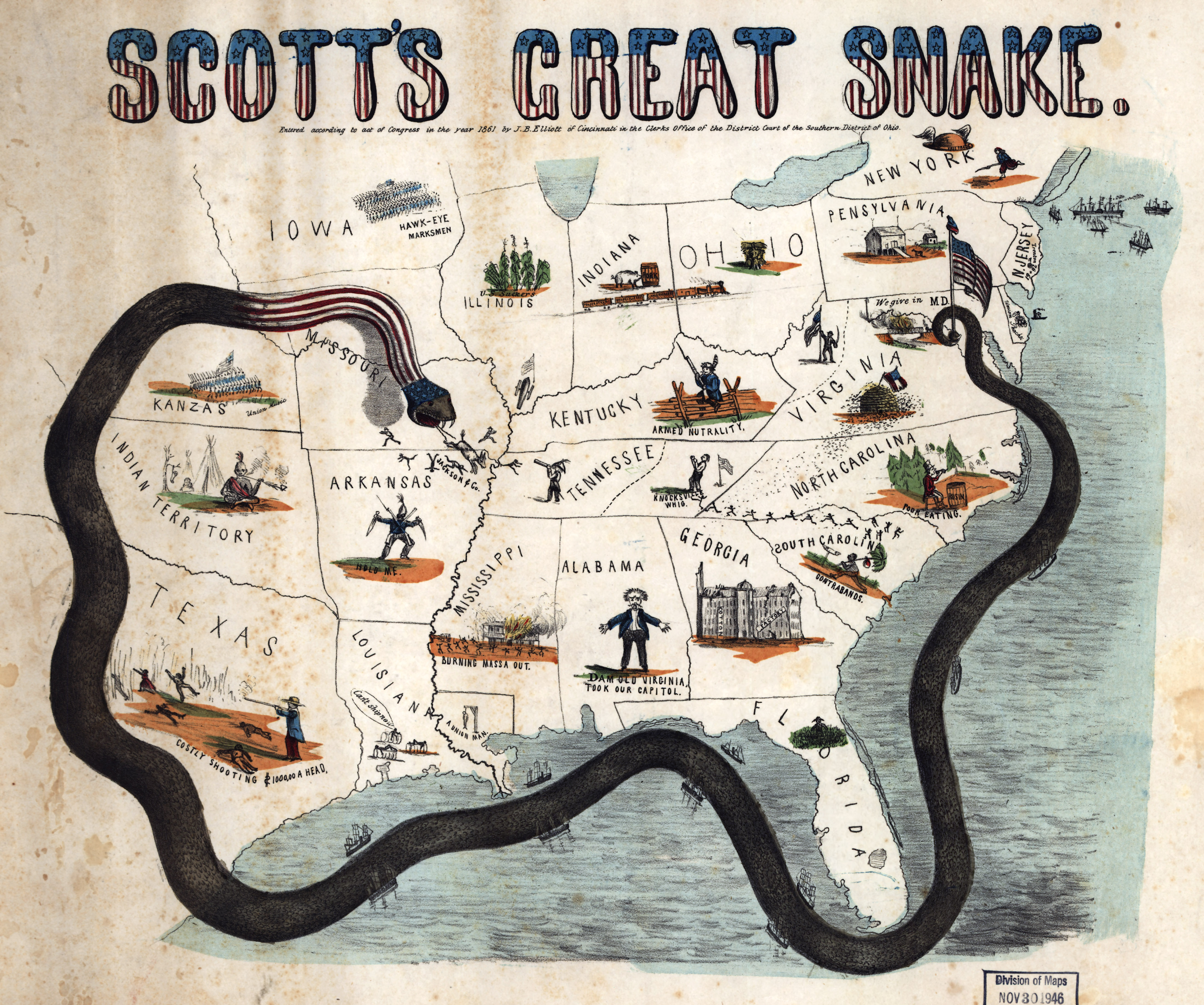
スコットのアナコンダ作戦を風刺する漫画

スコットは、南北戦争の初期に陸軍総司令官であったが、年齢も行っていたこともあり、実戦の指揮は取れなかったので、ロバート・E・リー大佐に北軍の指揮を委ねた。しかし、1861年4月にバージニア州が合衆国から脱退し、リーは辞職してワシントンD.C.の守備軍の指揮をアービン・マクドウェル少将に渡した。
スコットは北軍が素早く勝利を挙げられるとは思っていなかったので、南軍の重要な拠点を取って勝利に導く長期の計画を立てた。ミシシッピ川と大西洋岸およびメキシコ湾の主要な港を抑え、続いてアトランタに侵攻するというものだった。このアナコンダ計画は新聞で冷ややかに取り扱われた。しかし、その全体の概要を北軍が戦略として使用し、特に西部戦線において南軍の港の封鎖に成功した。1864年、ユリシーズ・グラント将軍がその計画を続行し、ウィリアム・シャーマン将軍がアトランタ方面作戦とその後の海への進軍によって実行した。
当初は合衆国海軍があまりにも弱体だったせいもあり（開戦時に合衆国海軍が保有していた蒸気船はわずか3隻程度だったと言われる）アナコンダ計画は大した効果を挙げなかったが合衆国海軍が強化されるにつれその有効性も大いに向上し、終戦時には海に出た南部の船の実に3隻に1隻が拿捕・もしくは撃沈されるほど効果的な港湾封鎖を行うようになっていた。また1862年に合衆国海軍はデヴィッド・グラスゴー・ファラガット提督の指揮下アナコンダ計画の一環として立案されたニューオーリンズ占領作戦を見事に成功させ、南部最大の港湾都市を南部連合から奪い取っている。
スコットは肉体的に前線に立つことができなかったので、その計画も実践できなかった。その結果として、新しい野戦司令官ジョージ・マクレラン少将が段々と反抗的な態度を示すようになっても叱責することができないと感じた。マクレランの議会上下院の支持者からの政治的な圧力もあり、スコットは1861年11月1日に辞任した。マクレランが陸軍総司令官を継いだ。
スコットは南北戦争の北軍勝利を見届け、1866年ニューヨーク州ウェスト・ポイントで死んだ。遺体はウェスト・ポイント墓地に埋葬された。

## 遺産
スコットは、第3代のトーマス・ジェファーソンから第16代のエイブラハム・リンカーンまで14代の大統領に仕え、将軍になってからも13代47年間であった。スコットに関する文献はミシガン大学のウィリアム・L・クレメンツ図書館にある。
アイオワ州スコット郡は、スコットがブラック・ホーク戦争を終わらせる平和条約の調印を取り仕切ったので、スコットの栄誉を称えて名づけられた。ミネソタ州とテネシー州のスコット郡およびテネシー州ウィンフィールド市もスコットに因んでいる。カンザス州スコット郡の元の陸軍駐屯地スコット砦や、ウエストバージニア州のスコット・デポおよびウインフィールドの各町もスコットに因んでいる。アイオワ州マハスカ郡のスコット町は、元はジャクソンと呼ばれていたが、1952年の大統領選挙でスコットを強く支持したので、住民が町名の変更を請願して変えられた。さらにアイオワ州セロ・ゴルド郡とブエナ・ビスタ郡はスコットが指揮して勝利に導いた戦いの名前を採った。ジョージア州サチェスに近いウィンフィールド・スコット湖はジョージア州で最も高度の高い湖である。外輪式蒸気船ウィンフィールド・スコットは1850年に進水した。「Great Scott」（まさか！／なんてこった！）はウィンフィールド・スコットの部下が言い始めた可能性がある。